# Иккарим
«Иккарим» («Корни») — религиозно-философское сочинение испанского раввина Иосефа Альбо об основах иудаизма, сделавшее автора «первым еврейским мыслителем, имевшим мужество согласовать философию с религией и даже отождествить их» и составляющее эпоху в еврейской теологии как прекрасно разработанный вклад в апологетику иудаизма. Состоит из четырёх частей, которые писались в испанской Сории в 1410—1425 годы. Распространены названия:
- евр. — «Сефер ха-Иккарим», «Сэфер га-иккарим», «Сефер Иккарим»;
- рус. — «Книга принципов», «Книга догматов», «Книга основ».

Книга была включена перешедшим в христианство раввином Доменико Иерусалимским в список запрещённых католичеством книг «Очистительный индекс» (лат. Index expurgatorius) в 1596 году.

## Время создания
Α. Тёнцер, автор книги о религиозной философии Альбо, установил, что первая часть «Иккарим» была составлена раньше смерти учителя Αльбо — Хасдая Крескаса (ум. 1410).

## Сочинение из 4-х частей
Сочинение было составлено не сразу целиком. Первая часть появилась самостоятельной книгой. Она даёт полное представление о характере философии Αльбо и о способе его мышления. В ответ на обрушившуюся на него критику, Альбо был вынужден прибавить к своему труду три дополнительные части, с целью расширить свою прежнюю аргументацию и пояснить взгляды, изложенные в первой части труда, вызвавшей столько нареканий.
В четырёх трактатах своей книги Альбо пытается привести религиозное учение евреев в одну систему и точно установить, каковы присущие иудаизму основные принципы и выводимые из них путём дедукции положения. Герман Генкель подчёркивает, что Альбо было не так важно установить принципы веры, как выяснить те фундаментальные положения, на которых основывается здание правоверного иудаизма.

## Содержание
Своим критикам Альбо советует: «Тот, кто собирается критиковать любую книгу, раньше всего должен ознакомиться с методом её автора, а затем уже судить об отдельных местах с точки зрения общего её содержания». Далее Альбо бичует ту поспешность и недобросовестность, с которой некоторые лица приступают к разбору писателя, забывая об основных требованиях, предъявляемых к здравой, научной критике.

### Первая часть
Альбо идёт аналитическим путем, исходя в первом трактате из определения понятия о законодательстве вообще. Он различает законы естественного, государственного и религиозного права:
- естественное право ограждает лишь безопасность отдельной личности, будучи одинаковым для всех и проявляясь во все времена;
- государство стремится приспособить естественное право к определённому моменту и к индивидуальным условиям; его право устанавливает обычаи, регулирует все действия людей, но не имеет власти над их мыслями их;
- лишь религия в одинаковой мере руководит мыслями и действиями людей. Она сообщена людям Богом через пророка или посланца и имеет целью сделать человека существом наиболее совершенным и тем самым дать ему истинное счастье и вечное блаженство.[1]

Если приходится установить основные принципы религии, их нужно выводить из мозаизма, так как лишь за ним одним все исповедующие какую-либо религию единогласно признают божественное происхождение; из мозаизма же вытекают три основных положения: 1) существование Бога, 2) откровение и 3) награда и наказание.
Однако действительно божественна только та религия, которая одновременно с этими тремя основными положениями признаёт и вытекающие из них логические следствия:
- из принципа существования Бога вытекают четыре следствия: 1) единство Бога, 2) Его бестелесность[англ.], 3) Его независимость от времени и 4) отрицание всех несовершенств у Него;
- принцип откровения ведёт к установлению следующих выводов: 1) всеведения Божия, 2) пророчества, 3) определения посланца Божия;
- с принципом о воздаянии связывается принцип о свободе воли и о Провидении.

Все эти основные положения с вытекающими из них следствиями всецело и последовательно признаются лишь иудейской верой.
Верить — значит иметь в душе своей такое могучее представление о чём-либо, что душа совершенно не в состоянии составить себе иное о нём представление, хотя и не может доказать причины своего представления; при этом, конечно, исключается всякая нелогичность того, во что человек верит. Вера распространяется не только на то, что человек сам испытывает или что он логически выводит путём мышления, но обнимает также достоверную традицию. Наиболее достоверной традицией обладает израильское вероучение, так как оно было возвещено у подножия Синайской горы в присутствии огромного числа свидетелей; таким образом, здесь исключена возможность обмана или заблуждения.
Вера в миросотворение ex nihilo, в высший пророческий дар Моисея, в неизменяемость Торы, в достижимость человеческого совершенства путём исполнения религиозных предписаний, в воскресение из мёртвых, в пришествие Мессии обязательна для каждого израильтянина, хотя и не может быть относима к числу основных положений иудаизма (Иккарим, I, 23).

### Вторая часть
Во втором трактате, посвящённом рассмотрению первого основного положения (существование Бога) и вытекающих из него следствий (единство Бога; Его бестелесность; Его независимость от времени и отрицание у Него всех несовершенств), Альбо примыкает к учению Маймонида и принимает все его доказательства в пользу существования, единичности и бестелесности Бога. Точку зрения Маймонида относительно атрибутов Господних он также разделяет; по его мнению, допустимы лишь те качества Бога, которые выводятся из Его деятельности; те, которые касаются Его сущности, равно как и прочие атрибуты, должны быть понимаемы исключительно в отрицательном смысле.

### Третья часть
В третьем трактате, посвящённом второму основному принципу — откровению, тотчас сказывается ученик Крескаса: Альбо сразу начинает с исследования о цели жизни и находит её в необходимости стремления человека к самоусовершенствованию и достижению этим путём вечного блаженства.
Высшее совершенствование человека не может основываться на одном только познавании. Если бы одно только познание обусловливало бессмертие души, то большинство людей не достигло бы этой цели, так как лишь немногие в состоянии достигнуть высокой ступени развития в познавании безусловно правильных мыслей. Существо, состоящее из материи, вообще без фактической деятельности не может достигнуть совершенства; это мы видим, например, на звёздах и небесных телах: без действования (процесса движения) они не могут достичь подобающего им совершенства; лишь двигаясь, они достигают его. Равным образом, душа человека совершенствуется только путем реальных деяний, имеющих целью добро и благо и стремящихся исполнить волю Божию и Его повеления.
О подобных деяниях людям сообщается лишь путём божественных наставлений. С этою целью существуют пророки, призвание которых — сообщать людям волю Божию. Понимание пророчества, в основных чертах, схоже у Альбо с тем, что говорит на этот счет Маймонид. Пророческий дар — высшие врата познания, закрытые или открытые:
- они остаются закрытыми для обыкновенного человека;
- человек умственно высокоразвитый, либо с большой силой воображения, либо даже без неё, получает через них влияние Святого Духа.

Чем более разум умаляет при этом влияние воображения или даже совершенно подавляет его, тем высшей оказывается ступень пророчества.
Один лишь Моисей был вполне свободен от фантазии, так что он в этом отношении уподоблялся скорее ангелу, чем человеку. При известных условиях пророчество может быть передаваемо через пророка также и второстепенным, к нему не подготовленным людям.
Целью пророчества является не предсказание будущего и не поддержание личных интересов, но приведение собрания или целого общества людей в состояние высшего совершенства. Для достижения высшего человеческого совершенства путём соблюдения религиозных предписаний и повелений требуется, чтобы при этом соединялись познавание, настроение и само деяние. Выше всех стоит тот, кто стремится к добру из любви к Господу Богу; в самом Боге, во всех Его деяниях, проявляется любовь к человечеству.

### Четвёртая часть
Четвёртый трактат, посвящённый третьему основному принципу — вопросу о награде и возмездии, — начинается с рассмотрения учения о свободе воли.
Альбо объявляет свободу воли основным условием уже государства; в целом он в этом вопросе стоит вполне на точке зрения Маймонида. Что касается Провидения, то оно распространяется на любую категорию живых существ и особенно сильно проявляется в жизни человека, интересуясь им тем более, чем более высокую ступень совершенства достиг человек.
То обстоятельство, что мы нередко видим праведных страдающими, а грешников счастливыми и благоприятствуемыми жизненным успехом, объясняется различными целями, преследуемыми божественным Провидением. Истинное возмездие, настоящее воздаяние за свои поступки душа получает лишь за гробом. При этом Альбо следующим образом определяет сущность души, основываясь на дефиниции Крескаса и вместе с тем дополняя и исправляя её: душа — духовная субстанция, способная к тому познаванию, которое ведёт к почитанию Бога. Сообразно различным степеням религиозности и различным деяниям, существуют и различные степени блаженства. Загробного блаженства в состоянии удостоиться и неевреи, если они исполняют семь Ноевых заповедей.

## Издания
Первое полное издание книги «Иккарим» вышло в 1485 году в итальянском Сончино.
Под заглавием «Ohel Jakob» она вышла с комментарием Якова бен-Самуила Копельмана бен-Бунема (Jacob ben Samuel Koppelman ben Bunem) в 1584 году во Фрайбурге, а с более подробными толкованиями Гедалии бен-Соломона Липшица (Gedeliah ben Solomon Lipschitz) — в 1618 году в Венеции.
Из последующих изданий главы XXV и XXVI третьего трактата, заключающие критику христианства, были исключены цензором, причём Жильбер Женебрар написал на них возражение с ценными примечаниями. Это возражение было издано крещёным евреем Клавдием Маем (Claudius Mai) с его примечаниями в 1566 году в Париже.
Переводы
Латинские переводы:
- вышеупомянутого французского профессора богословия Женебрара (Париж, 1566);
- перевод Перча (Йена, 1720).

Немецкий перевод доктора В. Шлезингера (Dr. W. Schlesinger), зульцбахского раввина, а его брат, Л. Шлезингер, снабдил перевод введением (Франкфурт-на-Майне, 1844).

## Критика
Автор был обвинён в плагиате, а именно утверждали, будто бы он выдавал мысли своего учителя Крескаса за свои собственные, не говоря об источнике, откуда он их почерпнул. Это обвинение было повторено в XIX веке учёным М. Иоэлем.
Альбо обвиняли в том, что написал «Иккарим» с целью значительно сократить число тринадцати принципов веры, установленных Маймонидом. На что Герман Генкель отвечает, что перечисление основных догматов, или принципов, еврейской религии является для Aльбо отнюдь не первоначальным мотивом его труда, и что Альбо выступает на арене еврейской истории как апологет иудаизма против нападок христианских богословов.
В тех случаях, где Альбо выступает с самостоятельною аргументацией, его способ доказательства может быть назван индуктивным. Герман Генкель отмечает, что метафизические изыскания в сочинении слабы и эклектичны, но, хотя аргументация порой и страдает отсутствием спекулятивной глубины, в целом она везде отличается живостью. Изложение не сухо и не лаконично, сочинение читается без скуки и вполне ясно. Нередко подробнейшее толкование библейских и раввинских цитат несколько тормозит ход аргументации, но Aльбо умеет вовремя остановиться, заинтересовать читателя примерами и ловко связать их с общим построением своих трактатов. Блох отмечает: «Во всяком случае, в области еврейской религиозной философии Альбо является последним сколько-нибудь значительным оригинальным мыслителем».